# Los herederos del dragón
«The Heirs of the Dragon» (en español, «Los herederos del dragón») es el primer episodio de la serie de televisión dramática de fantasía estadounidense La casa del dragón, basada en la segunda mitad de la novela Fuego y sangre de George R. R. Martin. Presenta a los miembros y aliados de la Casa Targaryen en los primeros nueve años de gobierno del rey Viserys I Targaryen. El episodio está ambientado en el universo de la serie Game of Thrones, 189 años antes de los eventos de su primera temporada y 172 años antes del nacimiento de Daenerys Targaryen. Fue escrito por uno de los creadores de la serie, Ryan Condal, y dirigido por Miguel Sapochnik.
Paddy Considine, Matt Smith, Emma D'Arcy y Rhys Ifans lideran el capítulo como el rey Viserys I Targaryen, el príncipe Daemon Targaryen, la voz de la adulta princesa Rhaenyra Targaryen, y Ser Otto Hightower, respectivamente, protagonizando junto a Steve Toussaint, Eve Best, Sonoya Mizuno, Fabien Frankel, Milly Alcock, Emily Carey y Graham McTavish. 
«The Heirs of the Dragon» se estrenó en HBO el 21 de agosto de 2022. La crítica alabó las similitudes pero a la vez las diferencias que tiene ante su predecesor Game of Thrones, elogiando particularmente la interpretación de Matt Smith. El episodio logró ganar un premio Costume Designers Guild Awards por parte de Jany Temime.

## Trama

### Prólogo, en Harrenhal
En 101 d. C., el rey Jaehaerys I Targaryen convoca un Gran Consejo para evitar la guerra civil. Mientras que el príncipe Viserys, su nieto varón, es nombrado heredero, varios señores aún apoyan a la princesa Rhaenys, que es hija de su hijo mayor, pero es descartada por ser mujer.

### En Desembarco del Rey
Nueve años después de su reinado, la esposa de Viserys, la reina Aemma Arryn, está embarazada de lo que él está seguro será un varón, y se organiza un gran torneo para celebrar el nacimiento inminente. Ser Otto Hightower, la Mano del Rey, insiste en que el Príncipe Daemon, el hermano y heredero de Viserys, no es apto para gobernar, citando su reciente purgatorio brutal de criminales en la ciudad, pero Viserys se niega a escuchar.
En el torneo, la hija de Viserys, la princesa Rhaenyra, y la hija de Otto, Lady Alicent, están intrigadas por Ser Criston Cole, un caballero dorniense de origen común que vence a Daemon. Mientras tanto, Aemma experimenta un parto problemático. Al ver que no podrá dar a luz naturalmente, el Gran Maestre Mellos le aconseja a Viserys realizar una cesárea, aunque esto mate a Aemma. El rey acepta a regañadientes la propuesta de Mellos, pero inesperadamente, el niño, Baelon, muere como Aemma.
Tras el doloroso fallecimiento, el consejo discute con Viserys la sucesión real, dividiéndose entre Daemon y Rhaenyra, pero el rey acaba amargado y dolido la discusión. Otto aconseja a Alicent consolar a Viserys en sus aposentos, a lo que la joven conversa con el rey sobre sus seres amados muertos. En un burdel local, Daemon brinda por creer ser el heredero al trono, llamando a Baelon «El heredero por un día». Otto informa esto al pequeño consejo, causando la ira de Viserys, que deshereda a Daemon y lo destierra de Desembarco del Rey, de vuelta a Runestone.
Viserys se reúne con Rhaenyra, revelando que, finalmente, la nombrará como su heredera, mientras le cuenta un secreto transmitido de generación en generación: Aegon el Conquistador soñó con una amenaza del Norte que Poniente solo podrá derrotar si un Targaryen se sienta en el Trono de Hierro. Tras ello, Rhaenyra es anunciada como heredera al trono, con los señores del reino jurándole lealtad. Por otro lado, Daemon y su amante Mysaria parten sobre su dragón, Caraxes.

## Producción

### Guion
«Los herederos del dragón» fue escrita por el showrunner y productor ejecutivo Ryan Condal, marcando su primera vez en la franquicia de Game of Thrones.

### Casting
El casting comenzó en julio de 2020. En octubre de 2020, Paddy Considine fue elegido como Viserys I Targaryen. A Considine se le ofreció un papel en Game of Thrones, pero lo rechazó debido a los elementos de fantasía de la serie. En diciembre de 2020, Matt Smith y Emma D'Arcy fueron elegidos para interpretar al príncipe Daemon Targaryen y la princesa Rhaenyra Targaryen de adulta. D'Arcy fue acreditada por narrar la escena inicial del episodio, pero no aparecieron en pantalla. En febrero de 2021, se agregaron al elenco principal Rhys Ifans como Otto Hightower, Steve Toussaint como Corlys Velaryon, Eve Best como Rhaenys Targaryen y Sonoya Mizuno como Mysaria. En abril de ese año, Fabien Frankel se unió al elenco como Ser Criston Cole. En julio de 2021, Milly Alcock y Emily Carey se agregaron al elenco como las contrapartes más jóvenes de Rhaenyra y Alicent Hightower, respectivamente. En mayo, Graham McTavish fue visto en el set con el vestuario completo interpretando a Harrold Westerling.
Sian Brooke interpretó a la reina Aemma Arryn, madre de la princesa Rhaenyra. Por otro lado, David Horovitch interpreta al Gran Maestre Mellos, miembro de las juntas del consejo real con Lyman Beesbury, interpretado por Bill Paterson; y el Lyonel Strong de Gavin Spokes. El rey Jaehaerys I Targaryen aparece en modo de flashback interpretado por Michael Carter. Steffan Rhodri es cabeza de la Casa Hightower dando vida a Hobert Hightower. Los gemelos Elliott y Luke Tittensor da vida a los caballeros Erryk y Arryk Cargyll respectivamente. Garry Cooper interpreta al Lord Comandante Ryam Redwyne, mientras Julian Lewis Jones y David Hounslow  son los Señores de Bastión de Tormentas y Invernalia, Boremund Baratheon y Rickon Stark respectivamente. Los jóvenes hijos de Lord Corlys y la princesa Rhaenys, Laenor y Laena Velaryon son caracterizados por Matthew Carver y Nova Foueillis-Mosé.

### Rodaje
El episodio fue dirigido por el showrunner y productor ejecutivo Miguel Sapochnik, convirtiéndolo en su primer crédito como director de la serie. También marca su séptimo y antepenúltimo para la franquicia en general, luego de su partida como showrunner después de dirigir «La princesa y la reina» y «Marcaderiva», que sería su última aparición antes de la producción de la segunda temporada. La presentación de Rhaenyra y Alicent se grabó en una cantera ubicada en Peak District, mientras Devon sirvió como el lugar del funeral de la reina Aemma. La capital de la Provincia de Cáceres, en el oeste de España, junto con la ciudad de Trujillo se utilizaron en las escenas de Desembarco del Rey, grabando entre el 11 y el 21 de octubre de 2021 según la revista Hoy.

## Recepción

### Audiencias
«Los herederos del dragón» tuvo 9,99 millones de espectadores,[¿dónde?] lo que la convirtió en el mayor estreno de serie de HBO. El tamaño de la audiencia hizo que HBO Max en los Estados Unidos y Crave en Canadá colapsaran para algunos usuarios. Downdetector informó 3700 instancias de la aplicación que no responde. HBO dijo que la audiencia representó la mayor en un solo día para el debut de una serie en la historia de HBO Max. El 26 de agosto, HBO mencionó que el número de visitas aumentó a 20 millones en todo Estados Unidos. Después de una semana de disponibilidad, la audiencia aumentó a casi 25 millones en el país en todas las plataformas. Según Nielsen, el episodio tuvo una audiencia de 327 millones de minutos o un estimado de 5,03 millones de espectadores en HBO Max en los Estados Unidos durante su primer día. Más tarde estimó que el episodio fue visto por 10,6 millones de espectadores en HBO Max en los primeros cuatro días, y el número aumentó a 14,5 millones si se incluye la audiencia en el canal principal de HBO.
Mientras tanto, Samba TV declaró que 4,8 millones de hogares estadounidenses vieron el episodio en los primeros cuatro días. Solo en HBO, aproximadamente 2,17 millones de espectadores vieron el episodio de estreno durante su primera transmisión. Para las cuatro transmisiones del episodio durante la noche del estreno, la audiencia fue de 3,2 millones. En el Reino Unido, el episodio fue visto por 1,39 millones en Sky Atlantic y se convirtió en el lanzamiento de drama más grande jamás visto en Sky.

### Respuesta crítica
El episodio recibió críticas muy positivas. En el agregador de reseñas Rotten Tomatoes, el episodio recibió una calificación de aprobación del 87% según 141 reseñas, con una calificación promedio de 7.6/10. El consenso crítico del sitio decía: «Soportando el peso de un linaje televisivo sagrado, ‹The Heirs of the Dragon› no entusiasmará a los espectadores para otro juego de tronos, pero establece sólidamente el tablero con mucha sangre».
Escribiendo para IGN, Helen O'Hara otorgó al episodio de estreno una calificación de 8 sobre 10 y dijo: «El estreno de ‹La casa del dragón› marca un comienzo sólido y con un buen elenco para el spin-off de Game of Thrones. Esto se siente muy cercano a su predecesor en tono y contenido, pero inmediatamente establece una lucha por el poder en torno a un rey amable y de voluntad débil y nuevos personajes vívidos para pelear esas batallas». Alec Bojalad de Den of Geek le dio un cuatro de cinco estrellas y lo consideró «en muchos sentidos mejor [que ‹Winter Is Coming›] ya que es una experiencia mucho más enfocada», y elogió aún más la actuación (particularmente la de Smith) y las escenas de justas. Rebecca Nicholson de The Guardian, en su reseña de los primeros seis episodios, calificó el primer episodio como «espectacular» y que «repasa todo lo que hizo de su predecesor, Game of Thrones, un titán de la pantalla chica». Calificando el episodio con una «B», Jenna Scherer de The A.V. Club lo describió como «si este primer episodio es algo para continuar, La casa del dragón será un asunto más serio que Game of Thrones, para bien o para mal». Sin embargo, criticó el diseño de producción, particularmente «los atuendos, la tecnología y la jerga», por ser «idénticos a los de Game of Thrones» a pesar de tener lugar dos siglos antes.

### Reconocimientos
| Año  | Premiación                     | Categoría                                                                                       | Nominado (s) | Resultado | Ref(s) |
| ---- | ------------------------------ | ----------------------------------------------------------------------------------------------- | ------------ | --------- | ------ |
| 2023 | Art Directors Guild Awards     | Excelencia en el diseño de producción para una serie de una sola cámara de fantasía de una hora | Jim Clay     | Nominado  | [ 45 ] |
| 2023 | Costume Designers Guild Awards | Excelencia en televisión de ciencia ficción/fantasía                                            | Jany Temime  | Ganadora  | [ 46 ] |